# Падун, Марк Павлович
Марк Павлович Падун (род. 6 июля 1996, Донецк, Украина) — украинский профессиональный шоссейный велогонщик, выступающий с 2022 года за команду мирового тура «EF Pro Cycling» .

## Карьера
Воспитанник Донецкой школы велоспорта (тренер — Новицкий С. С.). В 2017 году стал победителем гонок Flecha du Sud, Trofeo Piva, а также 3-го этапа андеровской версии Джиро д’Италия, где также занял 5-е место в генеральной классификации.

## Достижения
2014
1-й  — Чемпион Украины — индивидуальная гонка (юниоры)
10-й на Course de la Paix (юниоры)
2015
Giro del Friuli-Venezia Giulia
 Горная классификация
3-й этап
8-й на Велогонка Мира U23
9-й на GP Capodarco
2016
1-й  Чемпион Украины — индивидуальная гонка U23
2-й на Giro del Medio Brenta
3-й на Giro della Valle d'Aosta
 Горная классификация
 Молодёжная классификация
2-й этап
2017
1-й на Trofeo Piva
1-й на GP Capodarco
2-й на Флеш дю Сюд
 Молодёжная классификация
5-й на Джиробио (U-23)
3-й этап
2018
5-й этап Тур Альп
2020
Джиро д’Италия
2-й на 12-м этапе
2021
Критериум Дофине
 Горная классификация
7-й и 8-й этапы
3-й Вуэльта Бургоса